# Memoria a corto plazo
La memoria a corto plazo (MCP), también conocida como "memoria primaria" o "memoria activa", es la capacidad para mantener en mente de forma activa una pequeña cantidad de información, de forma que se encuentre inmediatamente disponible durante un corto periodo de tiempo. La duración de la MCP está estimada en varios segundos, y respecto a su capacidad, está comúnmente aceptada la cifra de 7 ± 2 elementos. Por el contrario, la memoria a largo plazo almacena de forma indefinida una cantidad de información que se supone puede ser ilimitada.
La MCP debe distinguirse de la  "memoria operativa" que hace referencia a las estructuras y procesos que intervienen en el almacenamiento y manipulación de la información.

## La MCP como almacén independiente
La idea de una división de la memoria en términos de corto y largo plazo se remonta al siglo XIX. En los años sesenta se desarrolló un modelo clásico explicativo del funcionamiento de la memoria que asume que todos los recuerdos pasan del almacén a corto plazo a un almacén a largo plazo tras un breve periodo de tiempo. A esta teoría se la conoce como "modelo modal" o "modelo multialmacén", y ha sido ampliamente desarrollado por Atkinson y Shiffrin. A día de hoy, aún existen controversias al respecto del funcionamiento de los mecanismos concretos por los cuales tiene lugar esta transferencia, así como sobre si todos los recuerdos, o sólo una parte de ellos, pasan a ser retenidos de forma indefinida. Algunos autores ponen en duda incluso la existencia de una separación genuina entre ambos almacenes.
Uno de los argumentos citados en favor de la existencia separada de un almacén a corto plazo tiene que ver con el fenómeno de la amnesia anterógrada; esto es, la incapacidad de aprender nuevos hechos o episodios concretos. Los afectados por este tipo de amnesia conservan intacta la capacidad para retener pequeñas cantidades de información durante breves periodos de tiempo (hasta treinta segundos), pero tienen serias dificultades para formar recuerdos a largo plazo (un famoso ejemplo de ello es el caso del paciente HM, cuya forma de amnesia fue objeto de numerosos estudios por parte de la comunidad científica). Estos datos han sido interpretados como una prueba de la existencia de un almacén de memoria a corto plazo que no se ve afectado por la amnesia.
Otra evidencia emana de los estudios que demuestran que algunas manipulaciones experimentales pueden afectar al rendimiento memorístico. Así, por ejemplo, realizar una tarea distractora (por ejemplo, una serie de restas de un número mayor) inmediatamente después de la lectura de una lista de palabras, empeora los resultados provocando que disminuya recuerdo de las últimas 3-5 palabras de la lista (probablemente, aquellas que aún permanecen en la MCP). En cambio, el recuerdo de las primeras palabras de la lista (que presumiblemente ya han sido transferidos a la MLP) se mantiene en unos niveles normales. Otro tipo de manipulaciones experimentales, como por ejemplo, utilizar palabras semánticamente relacionadas, afecta únicamente al recuerdo de las primeras palabras de la lista, pero no al de las últimas. Estos resultados demuestran que existen determinados factores que afectan a la MCP (distracciones o repeticiones), y otros que afectan a la MLP (similitud semántica). Esto indicaría que ambos tipos de memoria son independientes y responden a mecanismos distintos.
Sin embargo, no todos los estudios concuerdan en señalar esta independencia entre tipos de memoria. Algunos autores proponen un modelo unitario para todas las escalas temporales, desde milisegundos hasta años. Los apoyos en favor de esta teoría provienen del hecho de que resulta difícil trazar límites claramente definidos y precisos entre la MCP y la MLP. Por ejemplo, Tarnow señala que, en una tarea de memorización, no existe discontinuidad en la curva del olvido sobre un periodo de latencia entre exposición y recuerdo que vaya desde los 6 hasta los 600 segundos, como cabría esperar si existiera una división clara entre la MCP y la MLP. En otra investigación se ha encontrado que el patrón de errores cometidos tras una tarea de recuerdo de una lista inmediatamente después de haberla aprendido (tarea de recuerdo inmediato) era marcadamente similar al patrón de errores cometido en una tarea de recuerdo diferido (24 horas después del aprendizaje). Es decir, entre ambos casos había similitudes en el rendimiento a pesar de que según la teoría multialmacén, debería haber funcionando dos tipos distintos de memoria.

## Bases biológicas
Tarnow propuso que en la MCP intervienen mecanismos de activación de neuronas que provocan la disminución de la población de vesículas fácilmente liberables en las terminales presinápticas. El patrón de activación de las terminales presinápticas disminuidas representan el trazo o huella de memoria a largo plazo, y la disminución en sí misma es la memoria a corto plazo. Cuando la activación neuronal se reduce, la endocitosis causa la decaída de la memoria a corto plazo. Si la endocitosis se completa (es decir, si el recuerdo no se vuelve a activar), el patrón de activación de las terminales postsinápticas exhaustas desaparece, y con ello, desaparece la MCP. La MLP permanece como un patrón metaestable de activación neuronal (potenciación a largo plazo).

## Relación entre MCP y memoria de trabajo
La relación entre la MCP y la memoria de trabajo (o memoria operativa) ha sido descrita de forma diferente desde varias teorías, pero está generalmente aceptado el hecho de que ambos conceptos están bien diferenciados. La memoria de trabajo es un marco de trabajo teórico que se refiere a las estructuras y procesos que intervienen en el almacenamiento temporal y la manipulación de la información. Así, a la memoria de trabajo también se la conoce como "atención de trabajo". Generalmente, por MCP se entiende un almacén a corto plazo de información, lo que no implica ningún tipo de manipulación u organización del material retenido en la memoria. Así, a pesar de que existen componentes de la MCP que forman parte de algunos modelos de memoria de trabajo, el concepto de MCP en sí mismo es diferente de estas propuestas teóricas de carácter más hipotético.
Alan Baddeley desarrolló un influyente modelo de funcionamiento de la memoria de trabajo que incluye dos mecanismos de almacenaje de información a corto plazo: el bucle fonológico y la agenda visoespacial. La mayoría de las investigaciones al respecto se centran en el bucle fonológico, ya que la mayor parte de los estudios realizados sobre la MCP se han desarrollado empleando material verbal. No obstante, en los últimos años ha surgido un interés en el estudio de la memoria visual a corto plazo, y también ha aumentado el número de estudios referidos a la memoria espacial a corto plazo.

## Duración de la MCP
La limitada duración de la MCP sugiere que su contenido decae de forma espontánea con el transcurso del tiempo. La asunción de este decaimiento forma parte de muchas teorías explicativas del funcionamiento de la MCP, como ocurre en el caso del modelo de Baddeley, considerado el más influyente. Esta idea de decaída o desvanecimiento de la información va en paralelo con la del ensayo encubierto o repetición encubierta: para sortear las limitaciones temporales de la MCP y retener la información durante más tiempo es necesario repetir periódicamente la información (ya sea mediante una articulación en voz baja, o bien simulando mentalmente esa articulación). De este modo, la información vuelve a re-introducirse en el almacén a corto plazo y puede ser retenida durante un periodo de tiempo adicional.
No obstante, algunos investigadores han puesto en tela juicio que este desvanecimiento espontáneo desempeñe un papel significante en el olvido a corto plazo., y hasta el momento las evidencias al respecto están lejos de ser concluyentes.
Algunos autores dudan de que el desvanecimiento espontáneo cause el olvido de la información almacenada en la MCP, y proponen como alternativa algún modo de interferencia: cuando varios elementos (tales como dígitos, palabras o imágenes) están siendo mantenidos simultáneamente en la MCP, sus representaciones compiten entre sí para ser recordadas y cada una de ellas puede dificultar el recuerdo de las demás. Así, a medida que se va introduciendo nuevo contenido en el almacén a corto plazo, se va desplazando el contenido más antiguo, a menos que éste se encuentre protegido contra estas interferencias mediante repeticiones encubiertas, o siendo objeto de una atención directa y consciente.

## Capacidad de la MCP
Sean cuales sean las causas del olvido de la información almacenada en la MCP, existe un consenso al respecto de que existen unos límites estrictos en la cantidad de nueva información que puede ser retenida durante esos breves periodos de tiempo. Esto tiene que ver con la capacidad limitada de la MCP. A esta capacidad se la conoce con el nombre de span de memoria, en referencia al procedimiento más común que se utiliza para medirla. En una prueba de span de memoria, el experimentador va presentando listas de ítems (por ejemplo, números o palabras) cada vez más largas. Se considera el span de memoria individual como la lista de mayor longitud que el sujeto es capaz de recordar correctamente en el orden recibido al menos en la mitad de los ensayos.
En un artículo clásico y muy influyente, The Magical Number Seven, Plus or Minus Two, el psicólogo George Miller sugirió que la MCP humana tiene un span de memoria de aproximadamente siete elementos más/menos dos. Algunos estudios recientes han demostrado que este "número mágico" de siete es bastante preciso cuando se ha probado en tests de recuerdo de listas de dígitos sobre muestras de estudiantes escolares. No obstante, el span de memoria varía en función de las poblaciones estudiadas y del material utilizado en los estudios. Por ejemplo, la capacidad de recordar palabras en un orden determinado depende en gran medida de las características de estas palabras. Cuando las palabras requieren un tiempo de articulación mayor, el número de palabras que se recuerda disminuye, lo que se conoce como «efecto de longitud de la palabra» (Baddeley, Thomson & Buchanan, 1975). Análogamente, el recuerdo también se ve perjudicado cuando las palabras son fonéticamente similares, lo que se conoce como «efecto de la similitud fonológica» (Conrad & Hull, 1964).
En el sentido opuesto, puede facilitarse el recuerdo de un número mayor de palabras cuando estas resultan familiares, o se usan frecuentemente (Poirier & Saint-Aubin, 1996). El recuerdo también resulta favorecido cuando todas las palabras de la lista pertenecen a una misma categoría semántica; por ejemplo, términos relacionados con el deporte (Poirier & Saint-Aubin, 1995). De acuerdo con las evidencias disponibles, la mejor aproximación a la estimación de la capacidad de la MCP se ha realizado en términos de «piezas» o «chunks» de información. Por el contrario, en tareas de recuerdo libre, se ha demostrado que no existe un límite «cuantificado», sino que más bien entra en juego el decaimiento del recuerdo con el paso del tiempo.

### Chunk
El chunking (de chunk o fragmento de información) es el proceso a través del cual se puede expandir la capacidad de la MCP para poder retener en ella un mayor número de elementos. Es el modo en que una persona organiza el material en grupos significativos. Aunque el individuo medio sólo es capaz de retener alrededor de cuatro o cinco elementos diferentes en la MCP, el chunking o agrupación significativa puede incrementar esta capacidad de forma notable. Por ejemplo, a la hora de recordar un número de teléfono, se pueden agrupar los dígitos en tres grupos. Esta técnica mnemotécnica hace que resulte más sencillo recordar el número de teléfono que si se intentara recordar la serie de nueve números independientes.
La práctica y el uso de la información existente en la memoria a largo plazo puede llevar a mejoras en la capacidad de organizar la información de forma significativa en chunks. En una sesión de prueba, un corredor estadounidense fue capaz de recordar una serie de 79 dígitos tras escucharlos una sola vez, al agruparlos significativamente como resultados de tiempo de carreras (por ejemplo, si los primeros números eran 1548, el corredor recordaba 1 minuto, 548 milésimas) (Ericsson, Chase & Faloon, 1980)

### Factores que afectan a la capacidad de la MCP
Resulta muy complicado demostrar la capacidad exacta de la MCP, porque sufre variaciones en función del material a recordar utilizado en las distintas pruebas. No existe un modo satisfactorio de definir la unidad básica de información que se registra en el almacén de la MCP. También es posible que la MCP no sea exactamente igual que el almacén de memoria propuesto por Atkinson y Shiffrin, en cuyo caso la explicación del papel y funcionamiento de la MCP se hace aún más difícil. En cualquier caso, se puede afirmar que la capacidad de la MCP se ve afectada por factores como la influencia de la MLP, la lectura en voz alta, la longitud de la palabra, y las diferencias individuales.